# Паркер, Деванте
Деванте Паркер (нем. Devante Parker; 16 марта 1996 года, Висбаден, Германия) — бывший немецкий футболист, выступал на позиции полузащитника.

## Клубная карьера
В возрасте 10 лет привлёк внимание селекционеров «Майнца».
31 августа 2014 года дебютировал в Бундеслиге, в поединке «Майнца» против «Ганновера», выйдя на замену на 82-й минуте вместо Ку Джа Чхоля. За два сезона провёл в составе «Майнца» две встречи, в основном выступая за вторую команду.
В июне 2017 года на правах аренды перешел в клуб «Санкт-Пёльтен» до конца сезона 2017/18. 23 июля дебютировал в австрийской Бундеслиги в матче против «Штурма», заменив Данэля Шутса на 79-й минуте. В сентябре во время тренировки порвал крестообразную связку и выбыл до конца сезона.
В сезоне 2018/19 присоединился к второй команде «Майнца». В конце октября 2018 года опять порвал крестообразную связку. Из-за травм в 2020 году принял решение завершить карьеру профессионального футболиста.

## Международная карьера
Паркер принимал участие в составе национальных сборных Германии в различных возрастных группах, включая команды до 15, до 16, до 17 и до 19 лет.

## Семья
У Деванте есть старший брат — Шон Паркер. Он тоже был профессиональным футболистом.